# عمرو مرعي
عمرو مرعي لاعب كرة قدم مصري، ويلعب حاليًا بنادي البطين السعودي في مركز الهجوم.

## مسيرته الكروية

### مع الأندية
بدأ مسيرته في نادي شبان بدواي كلاعب في فريق الناشئين وبعد ذلك انتقل إلى نادي المنصورة ليلعب سنوات طويلة، وينتقل لنادي وادي دجلة لتبدأ شهرته كمهاجم، وبعد عامين في صفوف وادي دجلة انتقل عمرو مرعي إلى نادي الداخلية ليبدأ فترة جديدة تعدّ الأفضل في مسيرته لمدة عامين، وفي 29 مايو 2016 وقع على عقود انتقاله لإنبي لمدة 4 مواسم، بعد مفاضلة بين إنبى وبتروجيت ، انتهت بانتقال اللاعب إلى إنبي.

### مع المنتخب
لعب للمنتخب الوطني مباراة وحيدة حتى الآن.

## روابط خارجية
- عمرو مرعي على موقع قاعدة بيانات كرة القدم.إي يو (الإنجليزية)
- عمرو مرعي على موقع Soccerway.com (الإنجليزية)

- عمرو مرعي